# Mid-Atlantic Regional Spaceport
De Mid-Atlantic Regional Spaceport (vaak afgekort als “MARS”) is een lanceerbasis gelegen op het zuidelijke deel van Wallops Island in de Amerikaanse staat Virginia. De ruimtehaven, die in 2003 werd opgericht, wordt uitgebaat door de Virginia Commercial Space Flight Authority ook bekend als “Virginia Space”, het ruimtevaartagentschap van de staat Virginia. De lanceerinrichtingen werden voor 2003 door NASA uitgebaat als onderdeel van de Wallops Flight Facility. Vanaf Wallops Island kan zowel in oostelijke als in zuidelijke richting (met een kleine knik in het traject) worden gelanceerd.

## Lanceerplaatsen

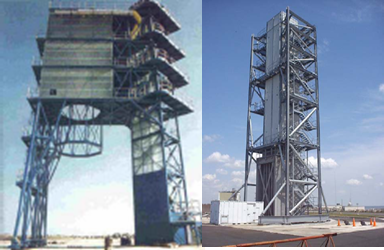
Links de toenmalige lanceerinstallatie voor de Conestoga-raket op LP-0A, Rechts de verticale integratie faciliteit van LP-0B

De ruimtehaven bevat drie lanceerinstallaties en een vierde is in aanbouw.
Lanceerplatform 0A werd in 1995 gebouwd voor de Conestoga 1620-raket. De enige lancering van deze met private middelen ontwikkelde raket eindigde in een explosie en een faillissement. In 2008 werd de toenmalige lanceertoren gesloopt. Daarna nam Orbital Sciences Corporation het platform in gebruik voor de Antares, een medium lift-raket die tot op heden alleen wordt gebruikt om het Cygnus-bevoorradingsschip naar het ISS te lanceren. In 2014 raakte platform-0A zwaar beschadigd doordat een Antares 130 kort na de lancering explodeerde en terugviel op het lanceerplatform. Na twee jaar werd het lanceerplatform samen met een vernieuwde raket, de Antares 230, weer in gebruik genomen. Antares-operaties vallen na bedrijfsfusies en overnames tegenwoordig onder Northrop Grumman Space Systems. Er worden gemiddeld twee Antares-raketten per jaar gelanceerd. Omdat de eerste trap van de Antares 200-serie als gevolg van de Russische invasie van Oekraïne sinds 2022 niet meer te bouwen is wordt een Antares 300-raket ontwikkeld. Firefly Aerospace ontwikkelt de eerste eerste trap. Diezelfde eerste trap zal ook voor de Firefly MLV-raket worden gebruikt en het lanceercomplex zal voor beide rakettypes zullen van het platform worden gelanceerd. In juni 2024 meldde Firefly dat ze ook hun kleinere raket genaamd Alpha vanaf LP-0A zullen lanceren.
Lanceerplatform 0B werd in 1999 aangelegd en wordt sinds 2006 gebruikt voor verschillende Minotaur-raketconfiguraties die net als de Antares door Northrop Grumman Innovation Systems worden gelanceerd. Omdat de Minotaurs vaste brandstof gebruiken is het een betrekkelijk simpele lanceerinstallatie zonder tankinstallaties maar met een verticale integratiefaciliteit.
Rocket Lab Lanceercomplex 2 is het Amerikaanse lanceerplatform van Rocket Lab. De bouw begon officieel op 16 oktober 2018. De daadwerkelijke bouw begon in januari 2019. Het ligt zo’n 100 meter ten zuiden van LP-0A met een controlecentrum ten westen van LP-0A. Doordat er binnen de hekken van LP-0A werd gebouwd hoefden milieuvergunningen voor de bouw nauwelijks te worden aangepast. Het moet per jaar tot twaalf lanceringen van de Electron-raket verwerken. Voor Rocket Lab is LC-2 vooral bedoeld om ook al dan niet geheime lanceringen voor het Pentagon uit te kunnen voeren. Amerikaanse militaire satellieten moeten door ITAR-wetgeving vanaf Amerikaans grondgebied worden gelanceerd terwijl hun Lanceercomplex 1 zich in Nieuw-Zeeland bevindt. Bij de lanceerinstallatie is een integratiehangar waarin tot vier Electron-raketten gelijktijdig kunnen worden geassembleerd. Ook zijn daar twee stofvrije ruimtes waar satellieten kunnen worden klaargemaakt en ingesloten in de neuskegel van de raket. Op 12 december 2019 werd het lanceercomplex 2 in het bijzijn van enkele politici, en hooggeplaatste militairen officieel geactiveerd. Op 4 maart 2020 arriveerde de eerste Electron-raket in de integratiehangar van LC-2. Op 29 april 2020 werd er voor het eerst een Electron op het platform geplaatst en een statische start uitgevoerd. De eerste lancering vanaf LC-2 is naar 7 december 2022 vertraagd. Op 1 september 2020 verkreeg Rocket Lab een FAA-vergunning voor de eerste lancering vanaf LC-2. Toch liet de eerste lancering nog meer dan twee jaar op zich wachten omdat de software van het door Rocket Lab voor NASA ontwikkelde en geleverde universele automatische vluchtbeëindigingssysteem nog niet was gecertificeerd. In november 2022 was de certificatie rond en kon de voorbereiding van de lancering beginnen. Op 24 januari 2023 werd de eerste Electron vanaf LC-2 gelanceerd. Sinds juni 2023 wordt ook Rocket Labs HASTE suborbitale testraket voor hypersonische technieken er gelanceerd. HASTE is sterk rond het ontwerp van de Electron ontworpen.
Rocket Lab Lanceercomplex 3 is een complex in aanbouw.
Op 1 maart 2021 kondigde Rocket Lab een nieuw rakettype, vergelijkbaar met de Antares aan. Deze raket, genaamd Neutron, zal vanaf op zijn vroegst 2025 ook van de Mid-Atlantic Regional Spaceport worden gelanceerd. In een nieuwe fabriek, net buiten de entree van de lanceerbasis wordt deze gebouwd. Het lanceercomplex waarvan de voorbereidende bouwwerkzaamheden in het najaar van 2023 waren begonnen ligt tussen LC-2 en platform LP-0B. In december 2024 werd het eigenlijke platform op het complex geplaatst.